# Chiesa ortodossa autocefala bielorussa
La Chiesa ortodossa autocefala bielorussa è una delle Chiese ortodosse della Bielorussia. Aspira ad essere la chiesa nazionale autocefala di una Bielorussia indipendente, ma sin dalla sua formazione è stata attiva soprattutto tra i bielorussi esiliati, e perfino alcune pubblicazioni della Chiesa riconoscono che a volte ha dovuto lottare per la propria esistenza. Infatti si è sempre scontrata con l'ostilità dei governi bielorussi che si sono succeduti, a cui si aggiunge la mancata accettazione canonica da parte delle chiese ortodosse nazionali principali ed infine, all'estero, l'oggettivo scarso numero di fedeli che si identificano come bielorussi.
I membri della chiesa all'inizio appartenevano alla Chiesa ortodossa polacca, cui era garantita l'autocefalia da parte del Patriarca di Costantinopoli a seguito della prima guerra mondiale. Il 23 luglio 1922, al Sobor di Minsk, la Metropolia Bielorussa Autocefala Ortodossa venne ri-istituita e sopravvisse fino al 1938, quando il governo comunista la annichilì. Ci fu un tentativo di farla rivivere verso la fine degli anni '40. Alla caduta dell'Unione Sovietica tentò di ristabilirsi nella Bielorussia, in cui la maggior parte dei cristiani ortodossi appartengono alla giurisdizione della Chiesa ortodossa russa. I governi occidentali hanno accusato il governo bielorusso di perseguitare attivamente la Chiesa ortodossa autocefala bielorussa.

## Cronologia
- 23 luglio 1922: Sobor di Minsk - Fondazione
- 30 agosto 1942: Sobor di Minsk - Rifondazione
- 5 giugno 1948: Sobor di Costanza (Germania) - Organizzazione all'estero